# Homo Erraticus
| Recensione | Giudizio |
| ---------- | -------- |
| AllMusic   |          |

Homo Erraticus è un concept album di Ian Anderson, pubblicato il 14 aprile 2014. Il disco segue la pubblicazione di Thick as a Brick 2 (2012), riprendendo ancora una volta il personaggio di Gerald Bostock, fittizio alter ego del leader dei Jethro Tull ed autore dei testi di Thick as a Brick (1972).

## Il disco
Il 5 luglio 2013 Ian Anderson annunciò tramite il sito ufficiale dei Jethro Tull la realizzazione di un nuovo album solista.  Il 23 novembre 2013 venne rivelato che il titolo dell'album sarà Homo Erraticus.
Nel 1972 i Jethro Tull pubblicarono il concept album Thick as a Brick, basato su una poesia del bambino prodigio Gerald Bostock. Nel 2012 Ian Anderson esplorò i diversi percorsi della vita che Bostock avrebbe potuto intraprendere, nel concept album sequel Thick as a Brick 2. Con Homo Erraticus l'enfant prodigio Gerald è tornato per davvero. Dopo 40 anni di carriera politica, nel 2014 Bostock si è riunito nuovamente con Ian Anderson, assumendo stavolta anche il ruolo di tour manager per una serie di concerti, oltre che di autore di testi.
Il concept album racconta le strane fantasie successive la visita del protagonista Gerald Bostock all'Old Library Bookshop nel villaggio di Linwell, in cui si imbatte in un polveroso manoscritto inedito, scritto dallo storico dilettante locale Ernest T. Parritt (1873 -1928) dal titolo "Homo Britanicus Erraticus". Nel manoscritto Ernest T. Parritt esamina gli eventi chiave della storia britannica, con una serie di profezie che si estendono fino ai giorni nostri e verso il futuro, con visioni, causate dal delirio della malaria, di vite passate dei diversi personaggi protagonisti: un nomade del neolitico, un fabbro dell'età del ferro, un monaco cristiano, un oste del ristorante lungo un'autostrada ed il Principe Alberto.

## Copertina
La copertina del disco, graficamente curata da Carl Glover, presenta l'Homo Erraticus con il volto coperto ed un cappello.

## Stile musicale
Il disco è un concept album definito dallo stesso Anderson musicalmente di stile folk/prog/metal.

## Live
A partire dal 28 aprile 2014, l'intero disco venne eseguito nel tour mondiale a sostegno di Homo Erraticus. La prima parte dello show vide l'esecuzione di tutti i brani dell'album; la seconda parte fu incentrata invece su di una selezione di canzoni dal repertorio dei Jethro Tull, aggiornati con video e teatralità.

## Tracce

### Disco Singolo
1. Part 1: Chronicles
  - Doggerland - 04:20
  - Heavy Metals - 01:29
  - Enter The Uninvited - 04:12
  - Puer Ferox Adventus - 07:11
  - Meliora Sequamur - 03:32
  - The Turnpike Inn - 03:08
  - The Engineer - 03:12
  - The Pax Britannica - 03:05
2. Part 2: Prophecies
  - Tripudium Ad Bellum - 02:48
  - After These Wars - 04:28
  - New Blood, Old Veins - 02:31
3. Part 3: Revelations
  - In For A Pound - 00:36
  - The Browning Of The Green - 04:05
  - Per Errationes Ad Astra - 01:33
  - Cold Dead Reckoning - 05:28

### Deluxe Limited Edition

#### Disco 1
1. Homo Erraticus

#### Disco 2
1. Hotel Demos (track listing as per album plus there is a spoken introduction)
2. Loose Talk - the band talk about the album, track by track (currently all one continuous track)

#### DVD 1
1. Audio - 5.1 Surround mixes + 24/48 Lossless masters of the album

#### DVD 2
1. Conversations (Jerry Ewing Interview)
2. Creations (The Making Of Homo Erraticus)
3. Illustrations (Artwork With Carl Glover)
4. Articulations (Band Interviews)

### CD+DVD Limited Edition

#### CD
1. Homo Erraticus

#### DVD
1. Audio - 5.1 Surround mixes + 24/48 Lossless masters of the album
2. Video - CREATIONS - The making of Homo Erraticus

### LP

#### Disco 1
Lato A
1. Doggerland - 04:20
2. Heavy Metals - 01:29
3. Enter The Uninvited - 04:12
4. Puer Ferox Adventus - 07:11

Lato B
1. Meliora Sequamur - 03:32
2. The Turnpike Inn - 03:08
3. The Engineer - 03:12
4. The Pax Britannica - 03:05

#### Disco 2
Lato A
1. Tripudium Ad Bellum - 02:48
2. After These Wars - 04:28
3. New Blood, Old Veins - 02:31

Lato B
1. In For A Pound - 00:36
2. The Browning Of The Green - 04:05
3. Per Errationes Ad Astra - 01:33
4. Cold Dead Reckoning - 05:28

## Formazione
- Ian Anderson - voce , flauto traverso, chitarra acustica
- Florian Opahle - chitarra elettrica
- David Goodier - basso
- John O'Hara - piano, organo, tastiere, fisarmonica
- Scott Hammond - batteria, percussioni
- Ryan O'Donnell - voce

Produzione
- Ian Anderson: produzione
- Jakko Jakszyk: ingegnere del mixaggio (stereo/5.1)
- Mike Downs: ingegnere del suono
- Peter Mew:  ingegnere del mastering
- Carl Glover: artwork, grafica, fotografia